# Мариновац
Мариновац је насељено место града Зајечара у Зајечарском округу. Према попису из 2022. било је 126 становника (према попису из 1991. било је 437 становника).
Смештено је 26 km југозападно од града Зајечар, у подножју планине Тупижнице.
Село се помиње у турским пописима из 15. и 16. века под имнеом Маринофце.

## Демографија
У насељу Мариновац живи 292 пунолетна становника, а просечна старост становништва износи 59,4 година (58,4 код мушкараца и 60,4 код жена). У насељу има 114 домаћинстава, а просечан број чланова по домаћинству је 2,68.
Ово насеље је великим делом насељено Србима (према попису из 2002. године), а у последња три пописа, примећен је пад у броју становника.
|  |

| Демографија | Демографија | Демографија |
| Година      | Становника  | Становника  |
| ----------- | ----------- | ----------- |
| 1948.       | 970         |             |
| 1953.       | 961         |             |
| 1961.       | 882         |             |
| 1971.       | 728         |             |
| 1981.       | 610         |             |
| 1991.       | 437         | 433         |
| 2002.       | 305         | 313         |

| Етнички састав према попису из 2002.‍ | Етнички састав према попису из 2002.‍ | Етнички састав према попису из 2002.‍ | Етнички састав према попису из 2002.‍ | Етнички састав према попису из 2002.‍ |
| ------------------------------------ | ------------------------------------ | ------------------------------------ | ------------------------------------ | ------------------------------------ |
|                                      |                                      |                                      |                                      |                                      |
| Срби                                 | Срби                                 |                                      | 281                                  | 92,13%                               |
| непознато                            | непознато                            |                                      | 24                                   | 7,86%                                |

| Година пописа     | 1948. | 1953. | 1961. | 1971. | 1981. | 1991. | 2002. |
| ----------------- | ----- | ----- | ----- | ----- | ----- | ----- | ----- |
| Број домаћинстава | 242   | 233   | 219   | 194   | 169   | 136   | 114   |

| Број чланова      | 1  | 2  | 3  | 4  | 5 | 6 | 7 | 8 | 9 | 10 и више | Просек |
| ----------------- | -- | -- | -- | -- | - | - | - | - | - | --------- | ------ |
| Број домаћинстава | 26 | 41 | 21 | 10 | 9 | 2 | 3 | 2 | 0 | 0         | 2,68   |

| Пол    | Укупно | Неожењен/Неудата | Ожењен/Удата | Удовац/Удовица | Разведен/Разведена | Непознато |
| ------ | ------ | ---------------- | ------------ | -------------- | ------------------ | --------- |
| Мушки  | 146    | 16               | 101          | 18             | 0                  | 11        |
| Женски | 147    | 7                | 98           | 29             | 5                  | 8         |
| УКУПНО | 293    | 23               | 199          | 47             | 5                  | 19        |

| Пол    | Укупно                    | Пољопривреда, лов и шумарство | Рибарство                            | Вађење руде и камена | Прерађивачка индустрија       |
| ------ | ------------------------- | ----------------------------- | ------------------------------------ | -------------------- | ----------------------------- |
| Мушки  | 57                        | 40                            | 0                                    | 0                    | 4                             |
| Женски | 39                        | 39                            | 0                                    | 0                    | 0                             |
| УКУПНО | 96                        | 79                            | 0                                    | 0                    | 4                             |
| Пол    | Производња и снабдевање   | Грађевинарство                | Трговина                             | Хотели и ресторани   | Саобраћај, складиштење и везе |
| Мушки  | 0                         | 0                             | 1                                    | 0                    | 0                             |
| Женски | 0                         | 0                             | 0                                    | 0                    | 0                             |
| УКУПНО | 0                         | 0                             | 1                                    | 0                    | 0                             |
| Пол    | Финансијско посредовање   | Некретнине                    | Државна управа и одбрана             | Образовање           | Здравствени и социјални рад   |
| Мушки  | 0                         | 1                             | 1                                    | 1                    | 3                             |
| Женски | 0                         | 0                             | 0                                    | 0                    | 0                             |
| УКУПНО | 0                         | 1                             | 1                                    | 1                    | 3                             |
| Пол    | Остале услужне активности | Приватна домаћинства          | Екстериторијалне организације и тела | Непознато            | Непознато                     |
| Мушки  | 1                         | 0                             | 0                                    | 5                    | 5                             |
| Женски | 0                         | 0                             | 0                                    | 0                    | 0                             |
| УКУПНО | 1                         | 0                             | 0                                    | 5                    | 5                             |